# Леопольдина Мария Ангальт-Дессауская
Леопольдина Мария Ангальт-Дессауская (нем. Leopoldine Marie Prinzessin von Anhalt-Dessau; 12 декабря 1716, Дессау—27 января 1782, Кольберг) — последняя маркграфиня Бранденбург-Шведтская.

## Биография
Принцесса Леопольдина Мария была девятым ребенком Леопольда I Ангальт-Дессауского и его супруги Анны Луизы Фёзе. 13 февраля 1739 года она вышла замуж за своего кузена — будущего маркграфа Бранденбург-Шведтского Фридриха Генриха (1709—1788), сына Филиппа Вильгельма и Иоганны Шарлотты Ангальт-Дессауской.
Вскоре после рождения двух дочерей супруги поссорились так сильно, что маркграфиня была сослана в Кольберг, где и прожила остаток жизни.
Леопольдина Мария скончалась 27 января 1782 года и была похоронена в церкви Святой Марии в Кольберге. Фридрих Генрих пережил супругу на шесть лет. У супругов не было сына, поэтому после его смерти в 1788 году побочная линия в Шведте угасла по мужской линии.

## Дети
- Фридерика Шарлотта Бранденбург-Шведтская (1745—1808), последняя аббатиса Херфордского монастыря
- Луиза Бранденбург-Шведтская (1750—1811), замужем за князем Леопольдом III Ангальт-Дессауским (1740—1817).